# 9128 Takatumuzi
A 9128 Takatumuzi (ideiglenes jelöléssel 1998 HQ52) a Naprendszer kisbolygóövében található aszteroida. Tomimaru Okuni fedezte fel 1998. április 30-án.